# Robert Redford
Charles Robert Redford, Jr. (sinh ngày 18 tháng 8 năm 1936), nghệ danh Robert Redford, là một diễn viên và đạo diễn điện ảnh Mỹ. Ông nhận được 2 giải Oscar: 1 về Đạo diễn xuất sắc nhất năm 1981 với phim Ordinary People, và 1 về Thành tựu suốt đời năm 2002.

## Danh mục phim

### Diễn viên
| Năm  | Tên phim                              | Vai diễn                                 | Ghi chú                                             |
| ---- | ------------------------------------- | ---------------------------------------- | --------------------------------------------------- |
| 1960 | Tall Story                            | Basketball Player                        |                                                     |
| 1962 | The Twilight Zone                     | Death                                    | 1 tập: "Nothing in the Dark"                        |
| 1962 | War Hunt                              | Private Roy Loomis                       |                                                     |
| 1965 | Inside Daisy Clover                   | Wade Lewis                               | Golden Globe Award for New Star of the Year – Actor |
| 1965 | Situation Hopeless... But Not Serious | Captain Hank Wilson                      |                                                     |
| 1966 | This Property Is Condemned            | Owen Legate                              |                                                     |
| 1966 | The Chase                             | Charlie 'Bubber' Reeves                  |                                                     |
| 1967 | Barefoot in the Park                  | Paul Bratter                             |                                                     |
| 1967 | Clambake                              | Azu                                      |                                                     |
| 1969 | Butch Cassidy and the Sundance Kid    | The Sundance Kid                         | BAFTA Award for Best Actor in a Leading Role        |
| 1969 | Tell Them Willie Boy Is Here          | Deputy Sheriff Christopher 'Coop' Cooper | BAFTA Award for Best Actor in a Leading Role        |
| 1969 | Downhill Racer                        | David Chappellet                         | BAFTA Award for Best Actor in a Leading Role        |
| 1970 | Little Fauss and Big Halsy            | Halsy Knox                               |                                                     |
| 1972 | Jeremiah Johnson                      | Jeremiah Johnson                         |                                                     |
| 1972 | The Candidate                         | Bill McKay                               |                                                     |
| 1972 | The Hot Rock                          | John Archibald Dortmunder                |                                                     |
| 1973 | The Sting                             | Johnny Hooker                            | Đề cử — Academy Award for Best Actor                |
| 1973 | The Way We Were                       | Hubbell Gardiner                         |                                                     |
| 1974 | The Great Gatsby                      | Jay Gatsby                               |                                                     |
| 1975 | Three Days of the Condor              | Joseph Turner/The Condor                 |                                                     |
| 1975 | The Great Waldo Pepper                | Waldo Pepper                             |                                                     |
| 1976 | All the President's Men               | Bob Woodward                             |                                                     |
| 1977 | A Bridge Too Far                      | Major Julian Cook                        |                                                     |
| 1979 | The Electric Horseman                 | Norman 'Sonny' Steele                    |                                                     |
| 1980 | Brubaker                              | Henry Brubaker                           |                                                     |
| 1984 | The Natural                           | Roy Hobbs                                |                                                     |
| 1985 | Out of Africa                         | Denys Finch Hatton                       |                                                     |
| 1986 | Legal Eagles                          | Tom Logan                                |                                                     |
| 1990 | Havana                                | Jack Weil                                |                                                     |
| 1992 | Sneakers                              | Martin "Marty" Bishop                    |                                                     |
| 1992 | Incident at Oglala                    | Narrator                                 |                                                     |
| 1993 | Indecent Proposal                     | John Gage                                |                                                     |
| 1993 | La Classe américaine                  | Steven                                   |                                                     |
| 1996 | Up Close & Personal                   | Warren Justice                           |                                                     |
| 1998 | The Horse Whisperer                   | Tom Booker                               | Kiêm sản xuất/đạo diễn                              |
| 2001 | The Last Castle                       | Lt. Gen. Eugene Irwin                    |                                                     |
| 2001 | Spy Game                              | Nathan D. Muir                           |                                                     |
| 2004 | The Clearing                          | Wayne Hayes                              |                                                     |
| 2005 | An Unfinished Life                    | Einar Gilkyson                           |                                                     |
| 2007 | Lions for Lambs                       | Dr. Stephen Malley                       | Kiêm sản xuất/đạo diễn                              |
| 2012 | The Company You Keep                  | Jim Grant/Jason Sinai                    | Kiêm sản xuất/đạo diễn                              |
| TBD  | All Is Lost                           |                                          |                                                     |

### Đạo diễn
| Năm  | Tên phim                   | Ghi chú |
| ---- | -------------------------- | --- |
| 1980 | Ordinary People            | Academy Award for Best Director Directors Guild of America Award for Outstanding Directing – Feature Film Golden Globe Award for Best Director                                                           |
| 1988 | The Milagro Beanfield War  | Đề cử — Political Film Society |
| 1992 | A River Runs Through It    | Đề cử — Golden Globe Award for Best Director |
| 1994 | Quiz Show                  | Đề cử — Academy Award for Best Director Đề cử — BAFTA Award for Best Film Đề cử — Directors Guild of America Award for Outstanding Directing – Feature Film Đề cử — Golden Globe Award for Best Director |
| 1998 | The Horse Whisperer        | Đề cử — Golden Globe Award for Best Director |
| 2000 | The Legend of Bagger Vance | |
| 2007 | Lions for Lambs            | |
| 2010 | The Conspirator            | |
| 2012 | The Company You Keep       | |